# Vern-sur-Seiche
Vern-sur-Seiche is een gemeente in het Franse departement Ille-et-Vilaine (regio Bretagne). De plaats maakt deel uit van het arrondissement Rennes. Vern-sur-Seiche telde op 1 januari 2022 8.272 inwoners.

## Geografie
De oppervlakte van Vern-sur-Seiche bedroeg op 1 januari 2022 19,7 vierkante kilometer; de bevolkingsdichtheid was toen 419,9 inwoners per km².

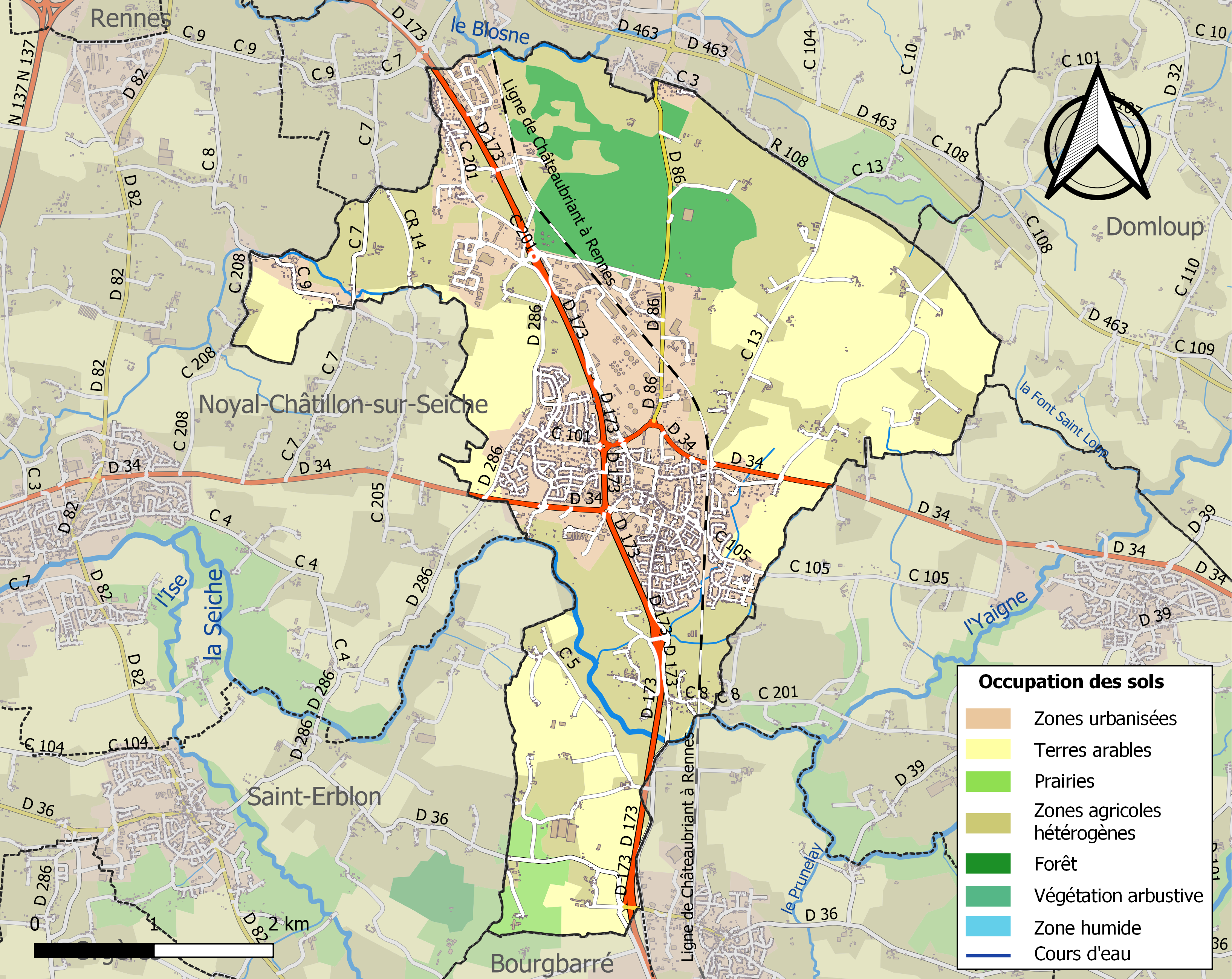
Kaart van de gemeente met belangrijkste infrastructuur, bodemgebruik en omliggende gemeenten

## Verkeer en vervoer
In de gemeente ligt de spoorweghalte Vern.

## Demografie
Onderstaande figuur toont het verloop van het inwonertal (bron: INSEE-tellingen).

## Galerij

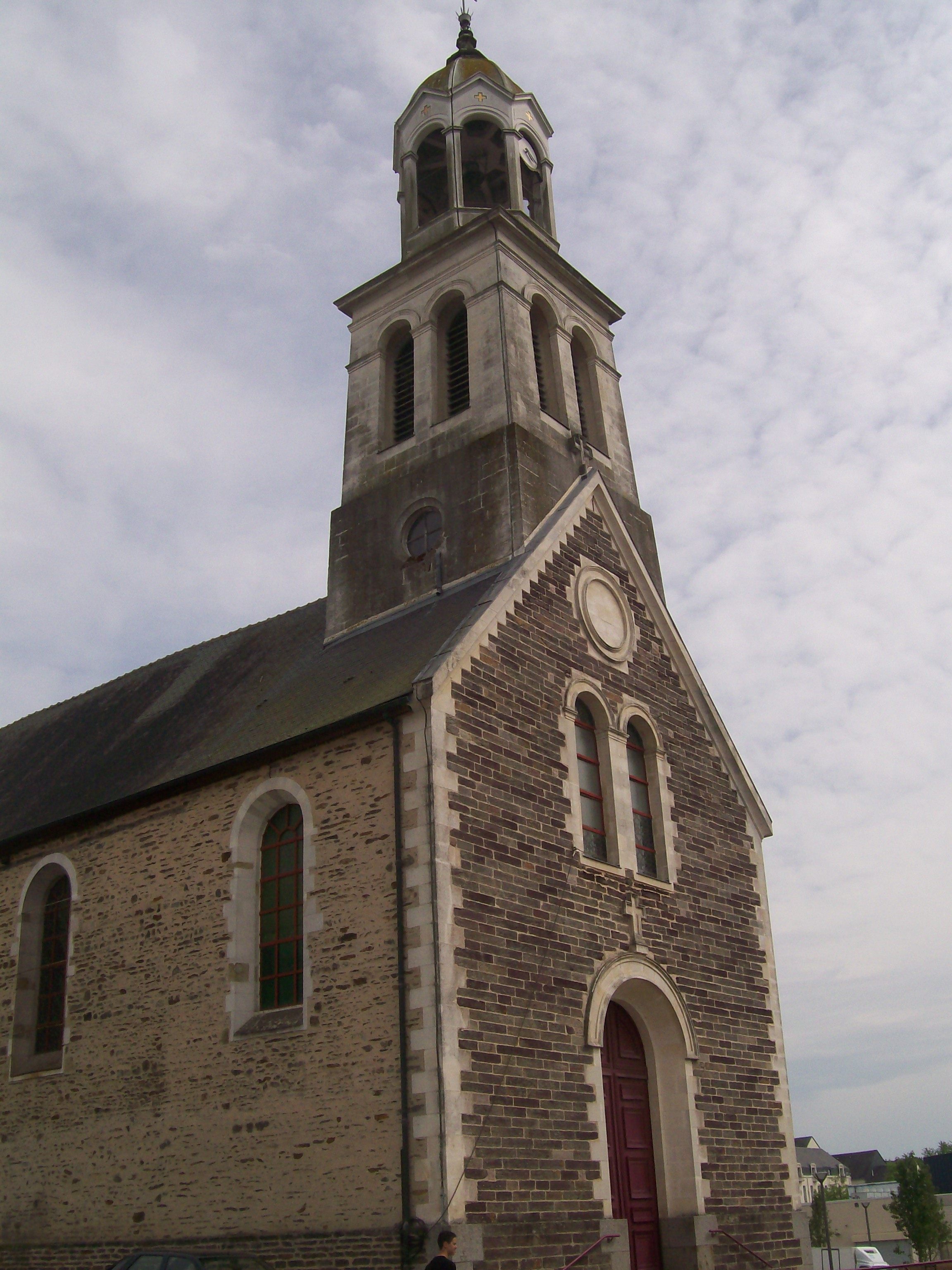
Église Saint-Martin
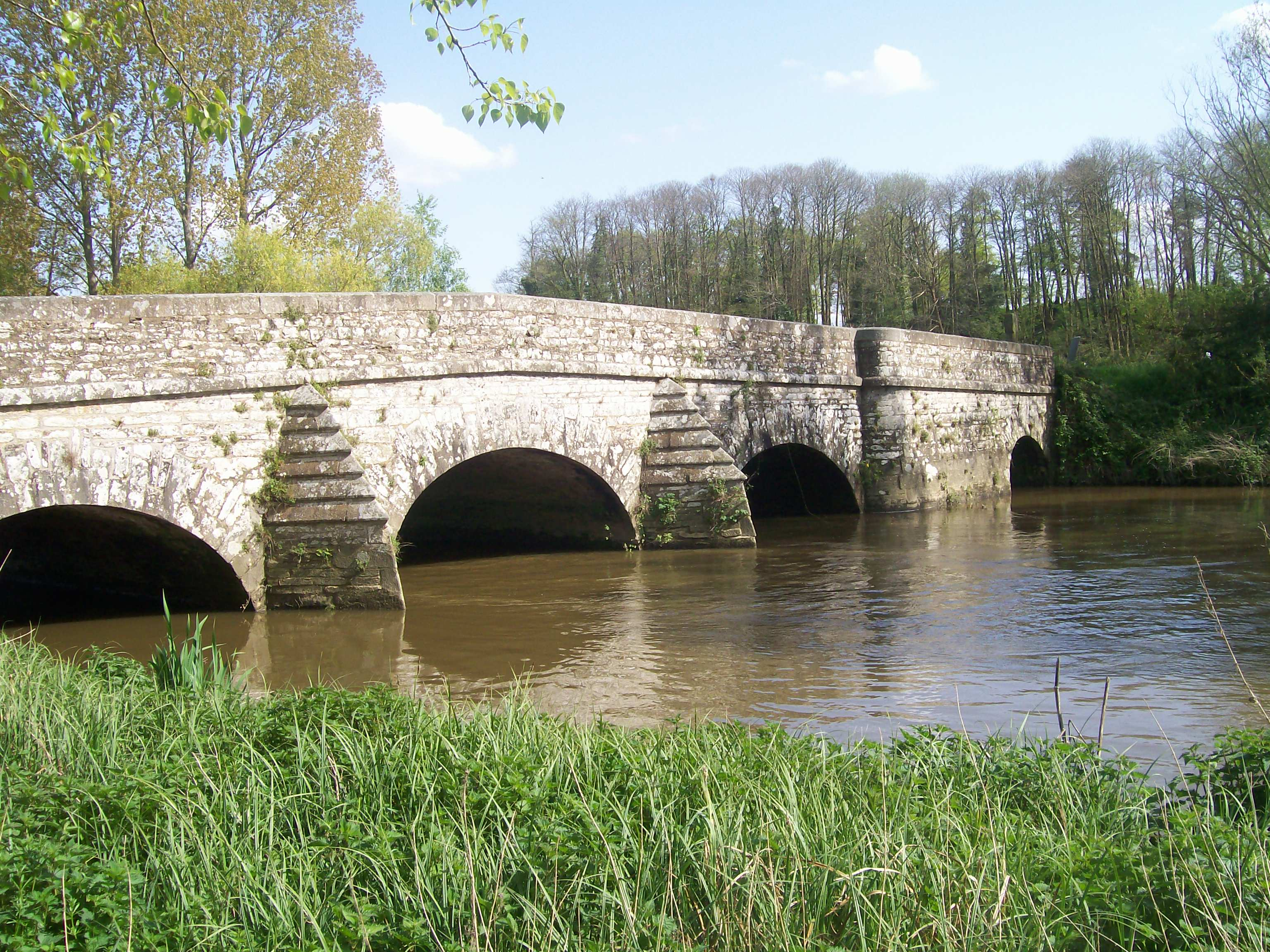
Pont de Vaugon
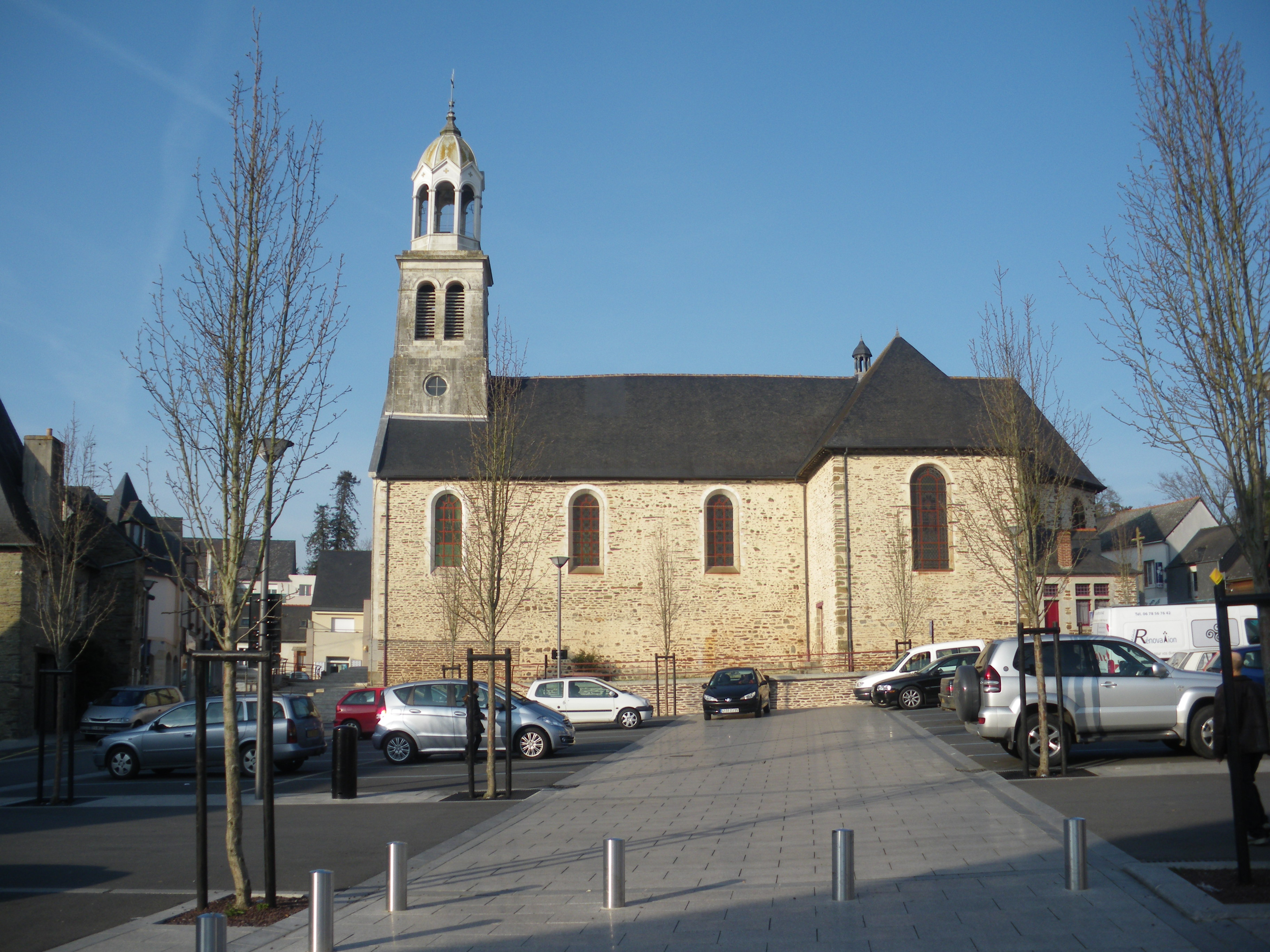
Place du Marché
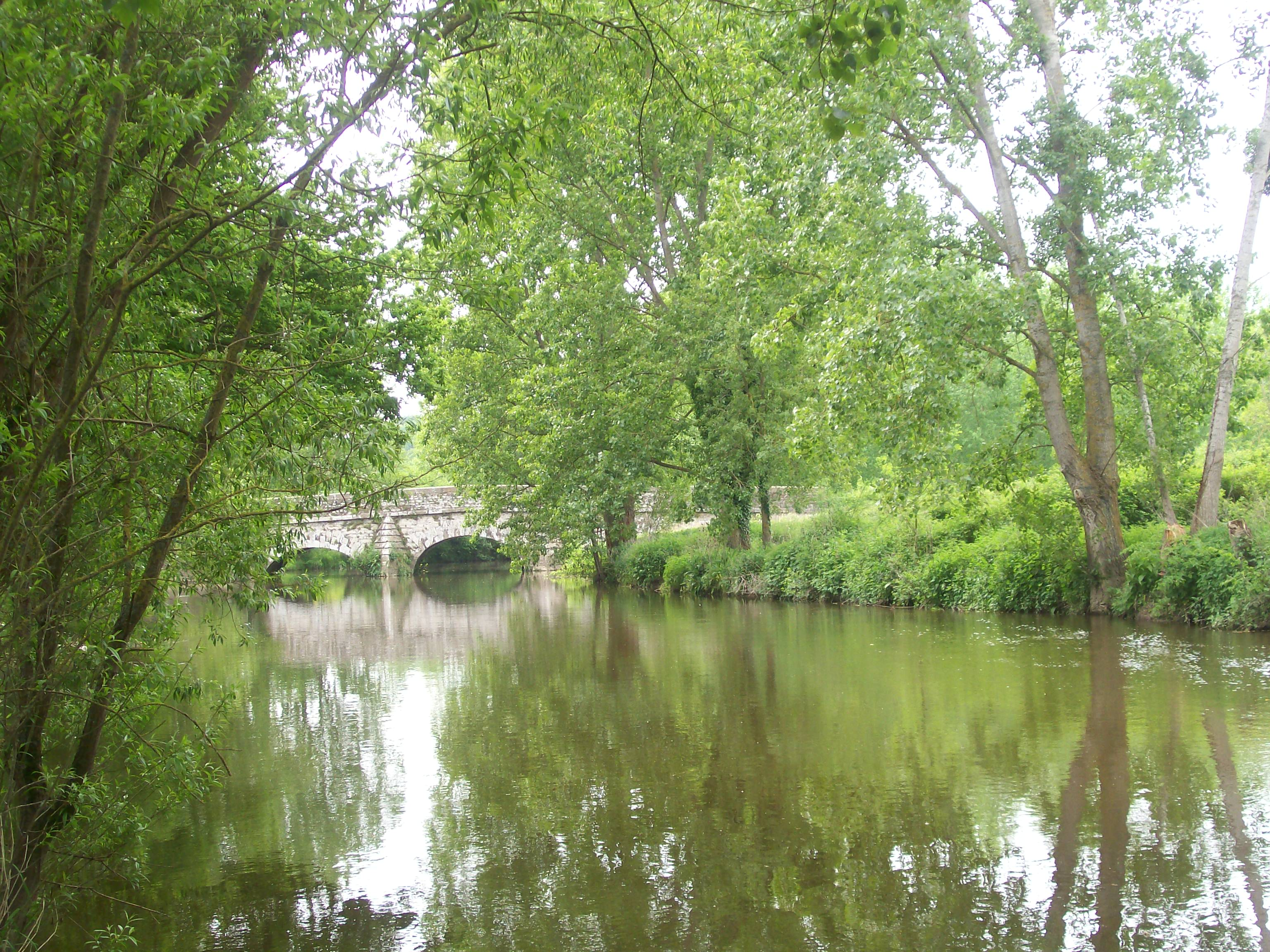
De Seiche
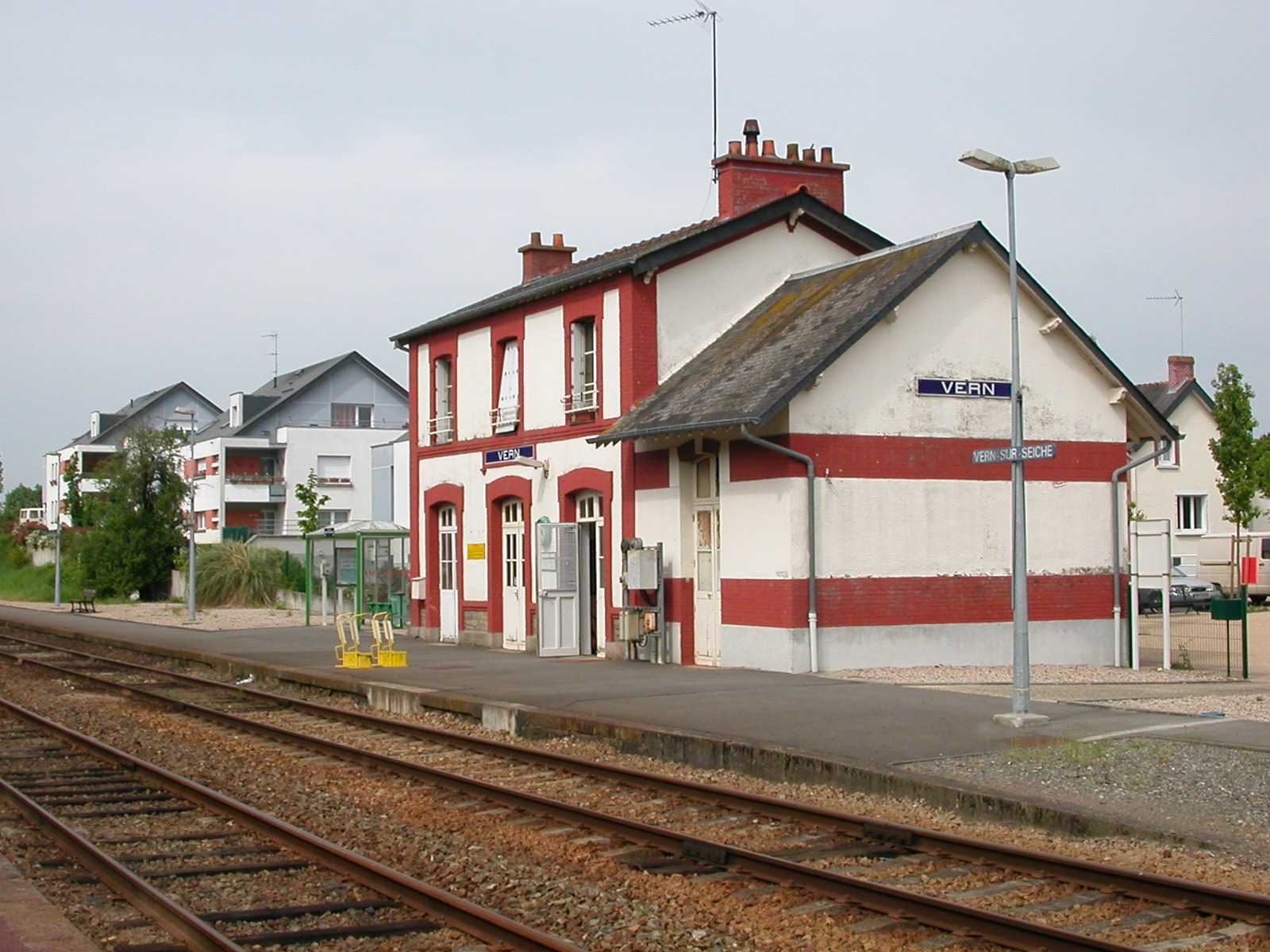
Station
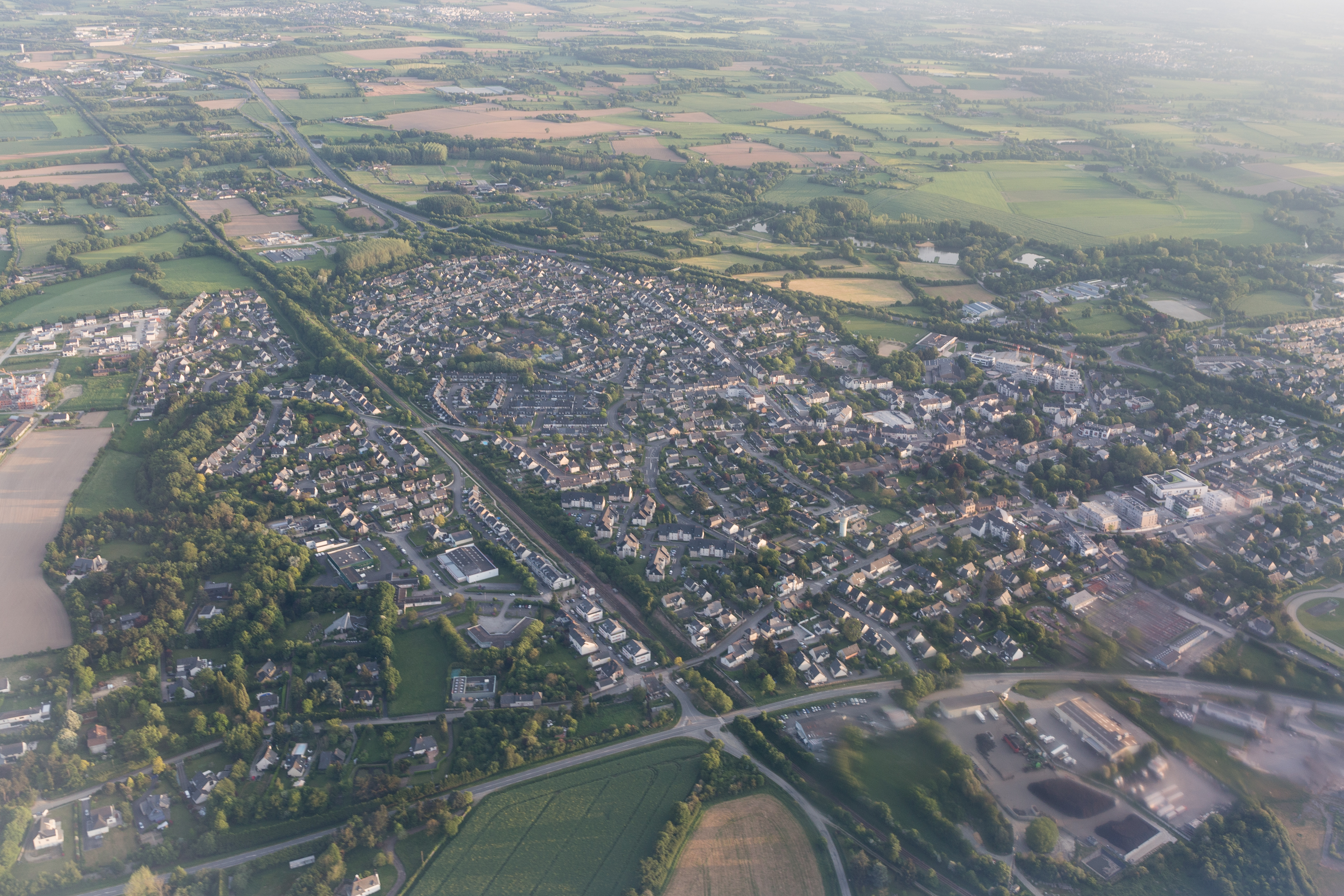
Gezicht op Vern-sur-Seiche